# شاپورقلعه
شاپورقلعه (به لاتین: Şapurqala) یک قلعه تاریخی واقع در ساحل چپ رود نخجوان (نخجوان‌چای) در نزدیکی روستایی به همین نام در شهرستان شاهبوز از توابع جمهوری خودمختار نخجوان واقع شده است.

## ویژگی‌ها
این قلعه بر روی کوهی بلند واقع شده و توسط صخره‌های شیب‌دار احاطه شده است. این قلعه در سال ۱۹۹۰ میلادی به عنوان یک اثر باستانی به ثبت رسید. مساحت قلعه ۱۳۰۰ متر مربع است.
در بخش مرکزی قلعه باستان‌شناسان با بقایای ساختمانی، آجرهای پخته‌شده، صفحات سفالی صورتی و بقایای سنگ‌های دانه‌ای و شومینه روبرو شدند. یافته‌ها نشان می‌دهد که زندگی در شاپورقلعه از سده نخست میلادی تا قرون پانزدهم تا شانزدهم ادامه داشته است. همچنین از آن به عنوان مرکز نگهبانی برای اهداف دفاعی استفاده می‌شد.

## ویژگی‌های معماری
این قلعه در منطقه‌ای چندضلعی‌شکل قرار دارد. بلندترین مکان زمین واقع در بلندترین صخره در بخش جنوب‌شرقی قلعه است. در درون صخره یک اتاق مستطیل‌شکل با مساحت ۴×۳.۶ متر حفر شده است. آجرهای سوخته به ابعاد ۱۹×۱۹×۵ سانتی‌متر در درون اتاق پیدا شد، در دیوار قلعه طاقچه‌ای به شکل لوزی و دیوار زیر طاقچه به صورت نیم‌دایره ساخته شده است.